# Szabó Piroska (vegyész)
Szabó Piroska (Sepsiszentgyörgy, 1943. július 20.) erdélyi magyar vegyész, kémiai szakíró. Szabó József (1915) lánya.

## Életútja
Középiskolai tanulmányait Kolozsváron a 3. sz. Leánylíceumban végezte 1961-ben, vegyészdiplomát a Babeș–Bolyai Tudományegyetem Kémia Karán szerzett 1966-ban. 1966–90 között a kolozsvári 3. sz. Belgyógyászati Klinika radioizotóp laboratóriumában dolgozott vegyészként. 1990 óta  Németországban él.

## Szakírói munkássága
Szakmai olgozatai hazai és külföldi szaklapokban jelentek meg. Könyvismertető, tudománynépszerűsítő, ismeretterjesztő írásokat közölt a Dolgozó Nő, későbbi nevén Családi Tükör, a Művelődés hasábjain.
Fordításában jelent meg Mihai C. Băcescu A víz világa c. könyve (társfordító Ónodi Sándor, Bukarest, 1983).